# Ślub od pierwszego wejrzenia
Ślub od pierwszego wejrzenia – polski program telewizyjny typu reality show emitowany w latach 2016–2018 i od 2020 na antenach TVN i TVN 7 (w zależności od serii), oparty na duńskim formacie Gift ved første blik....

## Charakterystyka programu
Uczestnicy programu dowiadują się, z kim wezmą ślub, dopiero na ślubnym kobiercu. Na przestrzeni kolejnych odcinków relacjonowane są pierwsze dni małżeństw. W ostatnim odcinku (tj. po miesiącu wspólnego życia) pary decydują, czy zostają ze sobą, czy biorą rozwód.

## Emisja w telewizji
Uwaga: tabela zawiera daty odnoszące się wyłącznie do pierwszej emisji telewizyjnej; nie uwzględniono w niej ewentualnych prapremier w serwisach internetowych (np. Player).
| Seria | Seria | Liczba odcinków | Pierwsza emisja telewizyjna | Pierwsza emisja telewizyjna | Pierwsza emisja telewizyjna | Pierwsza emisja telewizyjna | Pierwsza emisja telewizyjna | Pierwsza emisja telewizyjna |
| Seria | Seria | Liczba odcinków | Sezon telewizyjny           | Początek emisji             | Koniec emisji               | Pora emisji                 | Średnia oglądalność         | Stacja telewizyjna          |
| ----- | ----- | --------------- | --------------------------- | --------------------------- | --------------------------- | --------------------------- | --------------------------- | --------------------------- |
|       | 1.    | 1–10 (10)       | jesień 2016                 | 3 października 2016         | 5 grudnia 2016              | poniedziałek 22.30          | 1,498 mln                   | TVN                         |
|       | 2.    | 11–22 (12)      | jesień 2017                 | 11 września 2017            | 27 listopada 2017           | poniedziałek 22.30          | 1,281 mln                   | TVN                         |
|       | 3.    | 23–34 (12)      | jesień 2018                 | 3 września 2018             | 19 listopada 2018           | poniedziałek 22.30          | 1,268 mln                   | TVN                         |
|       | 4.    | 35–47 (13)      | wiosna 2020                 | 28 lutego 2020              | 22 maja 2020                | piątek 21.00                | 988 tys.                    | TVN 7                       |
|       | 5.    | 48–60 (13)      | wiosna 2021                 | 26 lutego 2021              | 21 maja 2021                | piątek 20.35                | 918 tys.                    | TVN 7                       |
|       | 6.    | 61–75 (15)      | jesień 2021                 | 7 września 2021             | 14 grudnia 2021             | wtorek 21.30                | 1,187 mln                   | TVN                         |
| P.    | P.    | 76–77 (2)       | nd.                         | 22 lutego 2022              | 23 lutego 2022              | wtorek i środa 21.40        | bd.                         | TVN                         |
|       | 7.    | 78–90 (13)      | wiosna 2022                 | 1 marca 2022                | 24 maja 2022                | wtorek 21.30/21.35          | 993 tys.                    | TVN                         |
|       | 8.    | 91–103 (13)     | jesień 2022                 | 6 września 2022             | 29 listopada 2022           | wtorek 21.30/21.35          | 1,020 mln                   | TVN                         |
|       | 9.    | 104–115 (12)    | jesień 2023                 | 5 września 2023             | 21 listopada 2023           | wtorek 21.30/21.35          | 844 tys.                    | TVN                         |
|       | 10.   | 116–127 (12)    | jesień 2024                 | 3 września 2024             | 19 listopada 2024           | wtorek 21.30/21.35          | 913 tys.                    | TVN                         |
|       | 11.   | od 128 (?)      | jesień 2025                 | 2 września 2025             |                             | wtorek 21.30/21.35          |                             | TVN                         |

## Uczestnicy programu
Pierwsza edycja:
- Ewa Kraka i Dariusz Stanuchowski,

- Magdalena Pazura i Krystian Ceglarek,

- Natalia Kobiela i Jacek Wojciechowski.

Druga edycja:
- Paulina Brzoza i Krzysztof Zrobek,

- Anna Wróbel i Grzegorz Zygadło,

- Agnieszka Antosik i Marcin Wichrowski.

Trzecia edycja:
- Martyna Końca i Przemysław Stelmach,

- Anita Szydłowska i Adrian Szymaniak,

- Agata Ząbczyk i Maciej Kiełbowski.

Czwarta edycja:
- Agnieszka Łyczakowska i Wojciech Janik,

- Oliwia Ciesiółka i Łukasz Kuchta,

- Joanna Lazar i Adam Miciak.

Piąta edycja:
- Laura Wielich i Maciej Książek,

- Izabela Juszczak i Kamil Węgrzyn,

- Iga Śmiechowicz i Karol Maciesz.

Szósta edycja:
- Katarzyna Zieńciak i Paweł Olejnik,

- Aneta Czajkowska i Robert Żuchowski,

- Julia Gołębiowska i Tomasz Jochymski.

Siódma edycja:
- Agnieszka Miezianko i Kamil Borkowski,

- Patrycja Kulda i Adam Sak,

- Dorota Michalak i Piotr Sadowski.

Ósma edycja:
- Justyna Hołubowicz i Przemysław Wereszyński,

- Marta Podbioł i Maciej Mikołajczak,

- Marta Milkiewicz i Patryk Aniśko.

## Oglądalność w telewizji linearnej
Dane dotyczące oglądalności zostały oparte na badaniach przeprowadzonych przez Nielsen Audience Measurement i dotyczą wyłącznie oglądalności premiery telewizyjnej – nie uwzględniają oglądalności powtórek, wyświetleń w serwisach VOD (np. Player) itd.
| Seria | Odcinek                         | Odcinek                          | Odcinek                          | Odcinek                          | Odcinek                          | Odcinek                          | Odcinek                          | Odcinek                          | Odcinek                          | Odcinek                       | Odcinek                       | Odcinek                       | Odcinek                       | Odcinek          | Odcinek                     | Średnia   |
| Seria | 1                               | 2                                | 3                                | 4                                | 5                                | 6                                | 7                                | 8                                | 9                                | 10                            | 11                            | 12                            | 13                            | 14               | 15                          | Średnia   |
| ----- | ------------------------------- | -------------------------------- | -------------------------------- | -------------------------------- | -------------------------------- | -------------------------------- | -------------------------------- | -------------------------------- | -------------------------------- | ----------------------------- | ----------------------------- | ----------------------------- | ----------------------------- | ---------------- | --------------------------- | --------- |
| 1.    | 1 296 449 (3 października 2016) | 1 431 527 (10 października 2016) | 1 469 985 (17 października 2016) | 1 451 766 (24 października 2016) | 1 460 450 (31 października 2016) | 1 536 393 (7 listopada 2016)     | 1 589 869 (14 listopada 2016)    | 1 558 947 (21 listopada 2016)    | 1 547 013 (28 listopada 2016)    | 1 642 328 (5 grudnia 2016)    | —                             | —                             | —                             | —                | —                           | 1 498 180 |
| 2.    | 732 332 (11 września 2017)      | 905 122 (18 września 2017)       | 943 923 (25 września 2017)       | 1 156 986 (2 października 2017)  | 1 346 712 (9 października 2017)  | 1 474 144 (16 października 2017) | 1 416 940 (23 października 2017) | 1 338 703 (30 października 2017) | 1 511 924 (6 listopada 2017)     | 1 350 190 (13 listopada 2017) | 1 555 643 (20 listopada 2017) | 1 624 830 (27 listopada 2017) | —                             | —                | —                           | 1 281 124 |
| 3.    | 1 060 875 (3 września 2018)     | 1 142 550 (10 września 2018)     | 951 698 (17 września 2018)       | 1 195 601 (24 września 2018)     | 1 335 152 (1 października 2018)  | 1 432 329 (8 października 2018)  | 1 358 238 (15 października 2018) | 1 399 178 (22 października 2018) | 1 289 138 (29 października 2018) | 1 254 614 (5 listopada 2018)  | 1 431 642 (12 listopada 2018) | 1 370 254 (19 listopada 2018) | —                             | —                | —                           | 1 268 141 |
| 4.    | 792 378 (28 lutego 2020)        | 834 514 (6 marca 2020)           | 841 912 (13 marca 2020)          | 1 220 202 (20 marca 2020)        | 1 035 764 (27 marca 2020)        | 1 239 715 (3 kwietnia 2020)      | 929 803 (10 kwietnia 2020)       | 1 176 203 (17 kwietnia 2020)     | 981 610 (24 kwietnia 2020)       | 1 018 325 (1 maja 2020)       | 951 313 (8 maja 2020)         | 888 315 (15 maja 2020)        | 929 023 (22 maja 2020)        | —                | —                           | 987 517   |
| 5.    | 874 189 (26 lutego 2021)        | 752 846 (5 marca 2021)           | 665 877 (12 marca 2021)          | (19 marca 2021)                  | 1 005 281 (26 marca 2021)        | (2 kwietnia 2021)                | (9 kwietnia 2021)                | (16 kwietnia 2021)               | 1 058 195 (23 kwietnia 2021)     | (30 kwietnia 2021)            | 1 039 289 (7 maja 2021)       | (14 maja 2021)                | (21 maja 2021)                | —                | —                           | 918 100   |
| 6.    | 996 540 (7 września 2021)       | 874 367 (14 września 2021)       | 1 134 525 (21 września 2021)     | 1 312 120 (28 września 2021)     | (5 października 2021)            | (12 października 2021)           | (19 października 2021)           | (26 października 2021)           | (2 listopada 2021)               | (9 listopada 2021)            | (16 listopada 2021)           | 1 369 649 (23 listopada 2021) | (30 listopada 2021)           | (7 grudnia 2021) | 1 441 062 (14 grudnia 2021) | 1 187 288 |
| 7.    | 908 205 (1 marca 2022)          | 938 139 (8 marca 2022)           | 984 856 (15 marca 2022)          | 1 079 722 (22 marca 2022)        | 802 974 (29 marca 2022)          | 898 368 (5 kwietnia 2022)        | 1 033 280 (12 kwietnia 2022)     | 1 245 061 (19 kwietnia 2022)     | 1 093 901 (26 kwietnia 2022)     | 910 691 (3 maja 2022)         | 979 084 (10 maja 2022)        | 916 656 (17 maja 2022)        | 1 128 169 (24 maja 2022)      | —                | —                           | 993 547   |
| 8.    | 880 580 (6 września 2022)       | 992 859 (13 września 2022)       | 1 151 297 (20 września 2022)     | 1 011 203 (27 września 2022)     | 1 072 545 (4 października 2022)  | 958 583 (11 października 2022)   | 1 123 453 (18 października 2022) | 1 046 256 (25 października 2022) | 822 975 (1 listopada 2022)       | 1 035 379 (8 listopada 2022)  | 978 459 (15 listopada 2022)   | 1 035 083 (22 listopada 2022) | 1 149 453 (29 listopada 2022) | —                | —                           | 1 020 371 |
| 9.    | 709 645 (5 września 2023)       | 802 566 (12 września 2023)       | 827 378 (19 września 2023)       | 840 937 (26 września 2023)       | 899 098 (3 października 2023)    | 814 236 (10 października 2023)   | 796 024 (17 października 2023)   | 930 437 (24 października 2023)   | 852 095 (31 października 2023)   | 950 322 (7 listopada 2023)    | 914 696 (14 listopada 2023)   | 792 655 (21 listopada 2023)   | —                             | —                | —                           | 844 199   |
| 10.   | 734 000 (3 września 2024)       | 752 000 (10 września 2024)       | 792 000 (17 września 2024)       | (24 września 2024)               | (1 października 2024)            | (8 października 2024)            | (15 października 2024)           | (22 października 2024)           | (29 października 2024)           | 1 005 000 (5 listopada 2024)  | (12 listopada 2024)           | (19 listopada 2024)           | —                             | —                | —                           | 913 000   |